# Salvador Dalmau Castel
Salvador Dalmau Castel   (Bordó, 15 de gener de 1909 - Sant Cugat del Vallès, 1 de juny de 1997) fou un sacerdot escolapi i mestre espanyol.

## Biografia
Va estudiar a l'Escola Pia de Morella (Castelló) i a la de Moià (Barcelona). De 1926 a 1932 va passar pels juniorats d'Iratxe (Navarra) i Albelda de Iregua (La Rioja), on va estudiar Filosofia i Teologia. Va professar el 12 de setembre de 1931 a Albelda de Iregua i va ser ordenat sacerdot el 17 de desembre de 1932 a Barcelona. El dia 1 de gener del 1933 va celebrar a Bordón, el seu poble natal, la seva primera missa.
L'entrada en vigor de la Llei de Confessions i Congregacions Religioses l'any 1933, durant la Segona República, segons la qual les institucions religioses no podien dedicar-se a l'ensenyament, va fer que el seu primer destí com a mestre fos el Col·legi de Nostra Senyora (al carrer Diputació, 277, de Barcelona), col·legi “camuflat” aquells anys amb el nom de Mútua Escolar Bernat Metge.
Amb l'esclat de la Guerra Civil i la repressió anticlerical, es va amagar a Barcelona a casa d'un germana seva. A mitjan 1937 va voler fugir a França amb uns companys però van ser descoberts i detinguts. Després d'uns mesos a la presó Model de Barcelona, va ser condemnat a dos anys i sis mesos d'internament en el camp de treballs forçats dels Omells de na Gaia.
Acabada la guerra, fou destinat a l'Escola Pia de Mataró, on va romandre fins al 1947. En aquest període va cursar per lliure els estudis de Filosofia i Lletres a la Universitat de Saragossa; va obtenir la llicenciatura el 1944. Després d'uns anys fent classes a Terrassa, el 1956 passà a l'Escola Pia de Sabadell, on el 1958 va ser nomenat rector. D'aleshores fins al 1982 seria rector, ininterrompudament, de les cases d'Albelda de Iregua, Mataró, Barcelona Sarrià i Barcelona Santa Eulàlia.
En els anys que fou rector a Sabadell (1958-1961), va procurar moltes millores al col·legi. El maig del 1958, l'Ajuntament de Sabadell concedí a l'escola la Medalla d'Or de la ciutat. El fet més notable de la seva activitat allà, però, va ser la contribució dels escolapis de Sabadell en la construcció d'escoles populars als suburbis de la ciutat. Sota el mandat del pare Dalmau, a més d'aportar-hi professorat, els escolapis es van encarregar de la direcció pedagògica de quatre de les set escoles. Així mateix, el 1960 rebé un homenatge per part de la colònia morellana de Sabadell (formada per emigrants de Morella i altres poblacions del Maestrat), en agraïment a la seva ajuda i dedicació.
Durant el seu rectorat a Mataró (1964-1973), Salvador Dalmau projectà i dugué a terme la reforma i nova construcció de l'edifici de Santa Anna, principal centre escolapi de la localitat. Després dels rectorats de l'Escola Pia de Sarrià (1973-1979) i la comunitat de Santa Eulàlia, dedicada a l'atenció dels escolapis ancians o malalts, el 1982 fou destinat a la Parròquia del Sagrat Cor de Jesús, al barri de Ca n'Oriac de Sabadell, on exercí diverses funcions.
El 13 de novembre del 1983, en commemoració dels 50 anys com a sacerdot, va rebre un homenatge a Bordó, el seu poble natal, i l'Ajuntament va posar el seu nom a la plaça major. Durant tota la seva vida, el pare Dalmau passà els estius al poble, temps durant el qual feia les misses allà i a altres pobles de la zona.
Salvador Dalmau va destacar pels seus dots d'orador. En els seus sermons i intervencions difonia valors com la caritat, l'amor fraternal i, sobretot, l'harmonia i concòrdia entre les persones.